# Conostephium pendulum
Conostephium pendulum är en ljungväxtart som beskrevs av George Bentham. Conostephium pendulum ingår i släktet Conostephium, och familjen ljungväxter. Inga underarter finns listade i Catalogue of Life.